# Emmanuel (Sigalas)
Emmanuel, imię świeckie Emmanuel Sigalas (ur. 1953 w Ermupoli, zm. 1 marca 2021) – grecki duchowny prawosławny, od 2009 metropolita Poliany i Kilkis.

## Życiorys
Święcenia diakonatu i prezbiteratu przyjął w 1980. Chirotonię biskupią otrzymał 12 października 2009.